# Браунау (округ)
Бецирк Браунау — округ Австрійської федеральної землі Верхня Австрія. 
Округ поділено на 46 громад, 3  міста, а ще 5 ярмаркові містечка. 
Міста
- Альтгайм
- Браунау-ам-Інн
- Маттіггофен

Містечка
- Ашпах
- Гельпфау-Уттендорф
- Еггельсберг
- Мауеркірхен
- Остермітінг

Сільські громади
- Ауербах
- Бургкірхен
- Фельдкірхен-бай-Маттіггофен
- Франкінг
- Фукінг
- Геретсберг
- Гільгенберг-ам-Вайльгарт
- Гайгермоос
- Ганденберг
- Гохбург-Ах
- Генгарт
- Єгінг
- Кірхберг-бай-Маттіггофен
- Ленгау
- Лохен-ам-Зее
- Маріа-Шмолльн
- Мінінг
- Моосбах
- Моосдорф
- Мундерфінг
- Нойкірхен-ан-дер-Енкнах
- Пальтінг
- Перванг-ам-Грабензее
- Пфаффстетт
- Пішельсдорф-ам-Енгельбах
- Поллінг-ім-Іннкрайс
- Росбах
- Санкт-Георген-ам-Філльманнсбах
- Санкт-Йоганн-ам-Вальде
- Санкт-Панталеон
- Санкт-Петер-ам-Гарт
- Санкт-Радегунд
- Санкт-Вайт-ім-Іннкрайс
- Шальхен
- Шванд-ім-Іннкрайс
- Тарсдорф
- Тройбах
- Юбераккерн
- Венг-ім-Іннкрайс

## Демографія
Населення округу за роками за даними статистичного бюро Австрії

## Виноски
1. ↑  Statistik Austria. Архів оригіналу за 2 травня 2015. Процитовано 22 червня 2013.

| Австрія | Це незавершена стаття з географії Австрії. Ви можете допомогти проєкту, виправивши або дописавши її. |